# ميشيل فيبر
ميشيل فيبر (بالهولندية: Michel Faber)‏‏ (13 أبريل 1960 في لاهاي - ) كاتب، وروائي، وصحفي، وكاتب خيال علمي من مملكة هولندا.

## الجوائز
- جائزة أنسفيلد - وولف  [لغات أخرى]‏

## روابط خارجية
- ميشيل فيبر على موقع IMDb (الإنجليزية)
- ميشيل فيبر على موقع الموسوعة البريطانية (الإنجليزية)
- ميشيل فيبر على موقع ميوزك برينز (الإنجليزية)
- ميشيل فيبر على موقع ديسكوغز (الإنجليزية)
- ميشيل فيبر على موقع قاعدة بيانات الفيلم (الإنجليزية)